# Pentacladia coerulescens
Pentacladia coerulescens is een vliesvleugelig insect uit de familie Eupelmidae. De wetenschappelijke naam is voor het eerst geldig gepubliceerd in 1878 door Förster.